# Pascal Saint James
Pour les articles homonymes, voir Saint James.
Pascal Saint James — pseudonyme également orthographié Pascal Saint-James ou Pascal St James — est un acteur pornographique et réalisateur de films X français, né le 16 avril 1963 à Paris.

## Biographie
Pascal Saint James commence sa carrière d'acteur pornographique au début des années 1980 et devient progressivement l'un des visages les plus récurrents du X français. Dans le courant des années 2000, il passe à la réalisation de films pornographiques  notamment pour la société V.Communications. En 2009, un de leurs films, No taboo sous les Tropiques, remporte le prix du meilleur film au festival international de l'érotisme de Bruxelles.
Il tient également le rôle-titre de la série de films Pascal le grand frère pineur, produite par Fred Coppula et parodiant l'émission de téléréalité Pascal, le grand frère. Il fête en 2015 ses 33 ans de carrière.
Pascal Saint James(de son vrai nom Pascal Pouschat) . Il est   marié à  l’actrice Elisa Storm depuis de nombreuses années rencontrée sur un tournage en 2018.Un petit Théo est né de cette union …

## Filmographie sélective

### Pornographique

#### Acteur
- 1986 : Pulsions inavouables, de Michel Ricaud (Marc Dorcel)
- 1987 : Mimi, de Patty Rhodes (Caballero Home Video)
- 1987 : Slips fendus et porte-jarretelles, de Michel Lemoine (RML)
- 1999 : Private Gold 40: House of Love, de Pierre Woodman (Private)
- 2001 :  La Fille du batelier, de Patrice Cabanel (VCV Communication)
- 2001 : La Revanche des connes, de Patrice Cabanel (Alkrys)
- 2001 :  La Collectionneuse, de Fred Coppula (Blue One)
- 2001 :  Sottopaf et Saccapine font leur cinéma, d'Alain Payet (FM Vidéo)
- 2001 :  La rose et le fouet, de Patrick Deauville (FM Vidéo)
- 2001 : Les rêves de Katia, de Jean-Yves Le Castel  (Marc Dorcel)
- 2001 : Les jambes en l'air d'Alain Payet  (Marc Dorcel)
- 2001 : Projet X, de Fred Coppula (Blue One)
- 2002 : La Cambrioleuse, de Fred Coppula (Blue One)
- 2002 : Le Journal de Pauline, de Fred Coppula (Blue One)
- 2003 :  La Menteuse, de Fred Coppula (Fred Coppula Prod)
- 2003 : Le parfum du désir d'Angela Tiger (Marc Dorcel)
- 2004 : Vendeuses prêtes à niquer, de Patrice Cabanel (JTC Vidéo)
- 2004 : Priscila, fièvre au peep show (Marc Dorcel)
- 2004 : Priscila Vices & Prostitution  (Marc Dorcel)
- 2005 : Auto Stoppeuses, de Patrice Cabanel  (V. Communications)
- 2005 : Mi-putes mi-soumises, de Patrice Cabanel (JTC Vidéo)
- 2006 : Les Concubines, d'Ovidie (V. Communications)
- 2006 : Éloge de la chair, de Jack Tyler (V. Communications)
- 2008 : Les Majorettes, de Yannick Perrin (V. Communications)
- 2009 : Pascal le grand frère pineur, de Max Antoine (Fred Coppula Prod)
- 2006 :  Coiffeuse X à domicile (V. Communications)
- 2007 : La Pervertie (V. Communications)
- 2008 :  Les Autostoppeuses du sexe (V. Communications)
- 2008 :  Les Petites vicieuses au pensionnat (V. Communications)
- 2008 : Initiation d'une jeune libertine à la tentation (V. Communications)
- 2009 : No Taboo Sous Les Tropiques (V. Communications)
- 2010 : Pascal le grand frère pineur 2, de Max Antoine(Fred Coppula Prod)
- 2010 : Popaul emploi, de Tony Carrera (Blue One)
- 2011 : On a échangé nos mères 2, de Max Antoine (Fred Coppula Prod)
- 2011 : Pascal le grand frère pineur 3, de Max Antoine (Fred Coppula Prod)
- 2012 : Pascal le grand frère pineur 4, de Max Antoine (Fred Coppula Prod)
- 2013 : Pascal le grand frère pineur 5, de Max Antoine (Fred Coppula Prod)
- 2013 : Liza aime les françaises, de Liza Del Sierra (Colmax)
- 2014 : Pascal le grand frère pineur 6, de Max Antoine (Fred Coppula Prod)
- 2015 : 19 Ans... Jeune Escorte, de Philippe Soine  (Marc Dorcel)
- 2016 : Luxure : Épouses Obeissantes, d'Hervé Bodilis (Marc Dorcel)
- 2016 :  Lâche-moi la grappe c'est plus les vendanges, de Chris Demer (Jacquie et Michel)
- 2017 : Le Journal d'une étudiante, de Hervé Bodilis et Pascal Lucas (Marc Dorcel)
- 2018 : Jacquie et Michel avec Elisa Storm qui deviendra sa nouvelle femme

### Non pornographique
- 2003 : Un tueur aux trousses (Quicksand), de John Mackenzie : deuxième homme français

## Prix
- 2009 : Festival international de l'érotisme de Bruxelles, X Award du meilleur film pour No taboo sous les Tropiques (co-réalisé avec Bamboo)[2]